# Leucania heimi
Leucania heimi är en fjärilsart som beskrevs av Charles E. Rungs 1955. Leucania heimi ingår i släktet Leucania och familjen nattflyn. Inga underarter finns listade i Catalogue of Life.